# 알토 색소폰

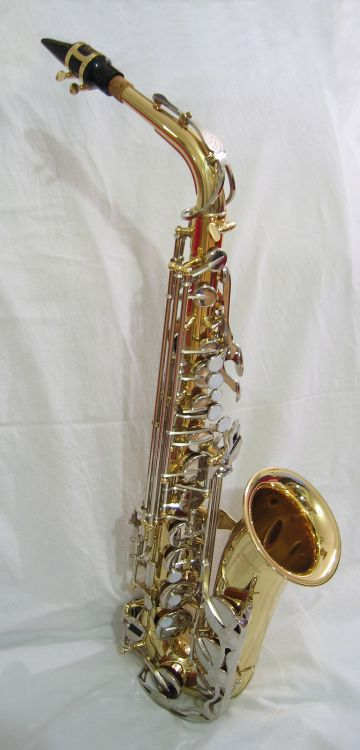

알토 색소폰(Alto saxophone)은 낮은 음역대부터 높은 음역대를 연주하는 색소폰으로, 목관악기이며 1840년대에 발명되었다. 소프릴로, 소프라니노, 소프라노, 알토, 테너, 바리톤, 콘트라베이스, 튜바로 구성된 색소폰 군 악기 중 4번째로 작다. 이 악기를 대상으로 하는 작품들 중에는 알렉산드르 글라주노프의 《색소폰 협주곡 내림 마장조》와 자크 이베르의 《실내 협주곡》이 있다.